# Artena obsoleta
Artena obsoleta là một loài bướm đêm trong họ Erebidae.